# Revocata Heloísa de Melo
Revocata Heloísa de Melo (Porto Alegre, 31 de diciembre de 1853 — Río Grande, 23 de febrero de 1944) fue una escritora, periodista y educadora brasileña.
Era hermana de Julieta de Melo Monteiro e hija de la poetisa Revocata de los Passos Figueiroa e Melo y de João Correia de Melo.
Fue profesora en Río Grande y fundadora junto con su hermana del periódico Violeta, que apareció entre septiembre de 1878 y agosto de 1880.
En 1882 pasó a Pelotas donde trabajó como auxiliar de redacción del periódico Diário de Pelotas.
De regreso en Río Grande, fundó con su hermana el quincenario de carácter noticioso, literario y científico Corymbo (O Corimbo ). El primer número salió en octubre de 1890 y continuó en circulación durante 54 años.
En sus escritos utilizaba en ocasiones los seudónimos «Sibila» y «Hermengarda». Fue miembro de la Sociedad Partenón Literario. 
Al fundarse el 4 de agosto de 1901 el Club Beneficente de Senhoras, se convirtió en una de sus más destacadas integrantes.
Fue homenajeada con una calle en Porto Alegre, en el barrio São José, y una escuela estatal en Río Grande llevan su nombre.